# Jan Wojcieszak
Jan Wojcieszak (ur. 14 maja 1954 w Jarocinie, zm. 18 maja 2018 w Poznaniu) – historyk komunikacji miejskiej, wieloletni pracownik MPK Poznań.

## Życiorys
Jan Wojcieszak w 1978 roku ukończył studia w Akademii Ekonomicznej w Poznaniu i rozpoczął pracę w Branżowym Ośrodku Szkolenia i Doskonalenia Kadr Budownictwa Rolniczego. Zajmował się organizacją i normowaniem, natomiast prywatnie zgłębiał historię komunikacji miejskiej. Zgodnie ze swoimi zainteresowaniami, 16 marca 1981 roku przeniósł się do MPK Poznań, gdzie pracował na stanowisku specjalisty do spraw inżynierii ruchu, opracowując rozkłady jazdy. W latach 1987–1996 pracował jako specjalista do spraw osobowych w Dziale Spraw Osobowych. Następnie w latach od 1997 do 2014 pracował w pionie Przewozów Tramwajowych, zajmując się analizami ekonomicznymi i rozliczeniami finansowymi, związanymi z naprawami i eksploatacją taboru tramwajowego. Poza zawodowo był uznanym historykiem komunikacji miejskiej w Polsce, a szczególnie w Poznaniu. Podczas reorganizacji struktur MPK został przesunięty do zakładowego Muzeum Komunikacji, gdzie pracował na stanowisku starszego inspektora ds. historii firmy.
Za pracę zawodową w 1991 r. otrzymał odznakę „Zasłużony pracownik MPK” (nr 2274/91), a w 2005 r. statuetkę „Za zasługi dla Miejskiego Przedsiębiorstwa Komunikacyjnego w Poznaniu” (nr 138). W 2011 r. za działalność publicystyczną został odznaczony Srebrnym Krzyżem Zasługi. W latach 1985–1992 i od 2014 roku był współpracownikiem gazety zakładowej „Z życia MPK”.
Przez wiele lat był aktywnym członkiem Poznańskiego Klubu Modelarzy Kolejowych. Prowadził w nim sekcję „tramwajową” aż do czasu powstania organizacji miłośniczej w strukturach MPK Poznań – był jednym z inicjatorów założenia Klubu Miłośników Pojazdów Szynowych.
Jest autorem wielu publikacji, wydawanych zarówno pod szyldem Poznańskiego KMK, jak i drukowanych na łamach „Parowozika”, a później „Świata kolei” oraz wielu innych czasopism branżowych.
Został pochowany na cmentarzu parafialnym w Mieszkowie koło Jarocina.

## Publikacje
Książki
- Dzieje komunikacji miejskiej w Gorzowie Wielkopolskim (wyd. 1 KMK Poznań 1990 r; wyd. 2 rozszerzone KMK Poznań 1992 r.; wyd. 3 zmienione i rozszerzone MPK Gorzów, 1997 r.)
- 100 lat tramwajów elektrycznych we Wrocławiu, KMK Poznań 1993 r.
- 120 lat komunikacji miejskiej w Poznaniu (Wydawnictwo Miejskie, Poznań 2000 r.),
- katalog Od omnibusów konnych do szybkiego tramwaju (współautor Zofia Fidelus, towarzyszący wystawie z okazji 125-lecia komunikacji miejskiej prezentowanej w Muzeum Historii Miasta Poznania)
- Dzieje komunikacji autobusowej w Kórniku (Kombus, Kórnik 2005).

Ważniejsze artykuły opublikowane na łamach czasopisma „Parowozik” / „Świat kolei”
- Wagony osobowe tramwajów poznańskich budowy po 1969 / cz. 1	1/1990
- Wagony osobowe tramwajów poznańskich budowy po 1969 / cz. 2	2/1990
- Wagon LOWA w wielkości H0	2/1991
- Wagony specjalne tramwajów poznańskich	3/1991
- 125 lat tramwajów w Polsce	4/1991
- Wagony tramwajów gorzowskich	2/1992
- Wagony warszawskie z Hamburga	3-4/1992
- Jeszcze o wagonach tramwajów gorzowskich	1/1993
- Wagony hamburskie w Poznaniu	3/1993
- Wspomnienia o tramwajach w Inowrocławiu	4/1993
- 100 lat tramwajów na Górnym Śląsku	3/1994
- Dzieje tramwajów bydgoskich (jako współautor)	4/1994
- Odbudowa kom. tramwajowej we Wrocławiu 1945–1949	2/1995
- Kolej elektryczna Bielsko – Las Cygański (jako współautor)	4/1995
- Dzieje komunikacji tramwajowej i trolejbusowej w Wałbrzychu (jako współautor)	2/1996
- Szczeciniaki w Poznaniu	4/1996
- Początki tramwajów łódzkich (lata 1896-1901)	1/1997
- Poznański Szybki Tramwaj	5/1997
- Poznańska kolej konna 1880-1890	4/1990
- Początki tramwajów jeleniogórskich (jako współautor)	3/2000
- Tramwaje z Cegielskiego [typ C; 105N/2]	6/2000
- Tramwajem przez granicę [Cieszyn]	3/2001
- Zapomniane tramwaje tarnowskie	3/2002
- Losy poznańskich trolejbusów	4/2002
- Rozbudowa komunikacji tramwajowej w Erfurcie	8/2002
- Plauen – małe królestwo tramwajów	9/2002
- 120 lat tramwajów zgorzeleckich	12/2002
- Sto lat tramwajów w Chociebużu (Cottbus)	12/2003
- Dokumentaliści dziejów poznańskiego MPK	6/2008
- 100 lat miejskiej komunikacji zbiorowej w Olsztynie	9/2008
- 110 lat miejskiej komunikacji zbiorowej w Wałbrzychu	12/2009[3]

Artykuły opublikowane w Kronice Miasta Poznania
- Poznańska Kolej Konna (1880-1898)	1/1998
- Tramwaje elektryczne w Poznaniu (część I)	2/1998
- Tramwaje elektryczne w Poznaniu (część II)	3/1998
- Zajezdnia tramwajowa przy ul. Głogowskiej	3/1998
- Tramwaje elektryczne w Poznaniu (część III)	4/1998
- Zajezdnia tramwajowa i warsztaty MPK przy ul. Gajowej	2/2000

Artykuły opublikowane w czasopiśmie Technika Transportu Szynowego

- Dzieje komunikacji tramwajowej na świecie	1/1996
- Dzieje komunikacji tramwajowej w Górnośląskim Okręgu Przemysłowym	4/1997
- Przedsiębiorstwa komunikacji tramwajowej w Polsce	9/1997
- Komunikacja tramwajowa w Polsce	9/2003

Artykuły opublikowane w czasopiśmie Autobusy
- Autobusy na gaz świetlny w Poznaniu	4/2001
- Zapomniane autobusy polskich dróg – Star N52	9/2001
- Zapomniane autobusy polskich dróg – Mavag Tr5	3/2002
- Zapomniane autobusy polskich dróg – Ikarus 60
- 40 lat produkcji w Polsce autobusów przegubowych	5/2003

Artykuły opublikowane w Biuletynie IGKM
- Dzieje komunikacji zbiorowej w miastach polskich	nr 45 – luty 1999
- 120 lat MPK w Poznaniu	nr 55 – październik 2000